# Orsolya Zsuzsanna Kovács

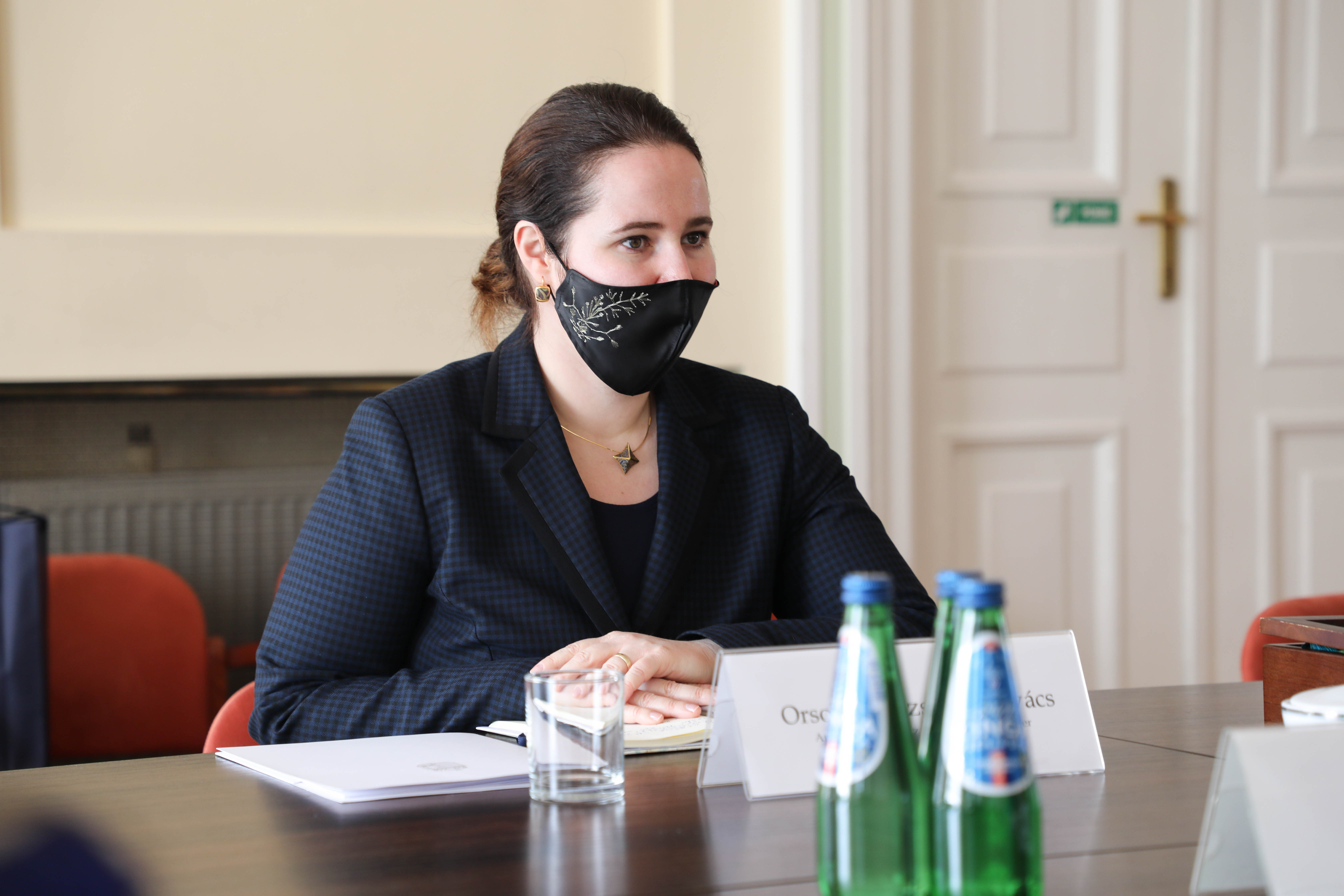
Orsolya Zsuzsanna Kovács, 2021

Orsolya Zsuzsanna Kovács (ur. 18 stycznia 1981 w Budapeszcie) – węgierska prawniczka, urzędniczka i dyplomatka, ambasador Węgier w Polsce (2017–2024).

## Życiorys
W dzieciństwie cztery lata spędziła w Warszawie, gdzie jej ojciec pracował jako dyplomata.
Absolwentka prawa na Katolickim Uniwersytecie Pétera Pázmánya (2006), gdzie uzyskała doktorat. Przebywała na stypendiach na Uniwersytecie w Tybindze oraz Uniwersytecie Kardynała Stefana Wyszyńskiego w Warszawie. Uzyskała tytuł LLM w zakresie prawa niemieckiego na Uniwersytecie Andrássy.
Od 2006 do 2010 pracowała jako analityczka do spraw polskich w Nézőpont Intézet. Od 2010 pracowała w Ministerstwie Administracji Publicznej i Sprawiedliwości, m.in. jako wicedyrektorka departamentu. W 2016 rozpoczęła pracę w Ministerstwie Spraw Zagranicznych i Handlu. 2 marca 2017 została ambasadorką Węgier w Polsce. Misję zakończyła 27 czerwca 2024.
Przed objęciem urzędu pracowała także jako tłumaczka. Publikowała w mediach polskich (np. Rzeczpospolita, Wprost) i węgierskich (np. Magyar Nemzet). Autorka książki Lengyel mozaik (Polska mozaika, ISBN 978-615-5465-14-7), która zawiera wywiady z 14 osobistościami polskiego życia publicznego, wśród których znaleźli się m.in.: Lech Wałęsa, Stanisław Dziwisz, Władysław Bartoszewski, Andrzej Wajda, Roman Kowalski.
Zna języki: węgierski, polski, niemiecki i angielski. 

## Życie prywatne
Jest córką węgierskiego historyka i dyplomaty Istvána Kovácsa. Ma dwie córki: Annę Dorottyę (ur. 2013) i Rékę Orsolyę (ur. 2015).
Ojcem chrzestnym Orsolyi Kovács był prof. Wacław Felczak, historyk, hungarofil, w czasie II wojny światowej kurier Polskiego Państwa Podziemnego. 

## Odznaczenia
- Krzyż Kawalerski Orderu Zasługi Rzeczypospolitej Polskiej „za wybitne zasługi w propagowaniu polskiej kultury i literatury” – 2015[5][6]
- Krzyż Komandorski Orderu Zasługi Rzeczypospolitej Polskiej „za wybitne zasługi w rozwijaniu polsko-węgierskiej współpracy” – 2024[7][8]